# Maglia (araldica)
Maglia è un termine utilizzato in araldica per indicare il rombo vuoto. In francese viene chiamata macle e rappresenterebbe gli anelli della maglia di ferro portata dai cavalieri.
La maggior parte degli araldisti preferisce però il termine losanga vuota.

## Galleria d'immagini

Nove maglie nello stemma del Casato di Rohan
D'azzurro, a tre maglie d'oro (Lannilis, Francia)